# Repel
Repel – miejscowość i gmina we Francji, w regionie Grand Est, w departamencie Wogezy.
Według danych na rok 1990 gminę zamieszkiwało 79 osób, a gęstość zaludnienia wynosiła 23 osoby/km² (wśród 2335 gmin Lotaryngii Repel plasuje się na 966 miejscu pod względem liczby ludności, natomiast pod względem powierzchni na miejscu 1142).